# Sangina Baidya
Sangina Baidya (Katmandú, 29 de diciembre de 1974) es una deportista nepalí que compitió en taekwondo. Ganó tres medallas en el Campeonato Asiático de Taekwondo entre los años 1994 y 2000.

## Palmarés internacional
| Campeonato Asiático | Campeonato Asiático   | Campeonato Asiático | Campeonato Asiático |
| Año                 | Lugar                 | Medalla             | Categoría           |
| ------------------- | --------------------- | ------------------- | ------------------- |
| 1994                | Manila (Filipinas)    | Medalla de plata    | –47 kg              |
| 1996                | Melbourne (Australia) | Medalla de oro      | –47 kg              |
| 2000                | Hong Kong (China)     | Medalla de bronce   | –51 kg              |